# 10 février aux Jeux olympiques d'hiver de 2014
Pour un article plus général, voir Jeux olympiques d'hiver de 2014.
Le 10 février aux Jeux olympiques d'hiver de 2014 est le cinquième jour de compétition.

## Programme
| Heure UTC+4 (Sotchi)                          |               |
| bleu                                          | Cérémonie     |
| neutre                                        | Épreuve       |
| or                                            | Finale        |
| orange                                        | Petite finale |
| rose                                          | Reporté       |
| gris                                          | Annulé        |
| Compétition masculine                         | Hommes        |
| Compétition féminine                          | Femmes        |
| Compétition mixte (hommes et femmes mélangés) | Mixte         |
| Compétition en couple (1 homme et 1 femme)    | Couple        |
| modifier                                      |               |

| Horaire | Discipline Spécialité | Discipline Spécialité               | Discipline Spécialité | Phase                                | Résultats                                                 | Références |
| ------- | --------------------- | ----------------------------------- | --------------------- | ------------------------------------ | --------------------------------------------------------- | ---------- |
| 09:00   |                       | Curling                             | Compétition hommes    | Phase préliminaire 1re session       | 4-7                                                       | -          |
| 09:00   |                       | Curling                             | Compétition hommes    | Phase préliminaire 1re session       | 5-7                                                       | -          |
| 09:00   |                       | Curling                             | Compétition hommes    | Phase préliminaire 1re session       | 4-7                                                       | -          |
| 09:00   |                       | Curling                             | Compétition hommes    | Phase préliminaire 1re session       | 8-11                                                      | -          |
| 11:00   |                       | Ski alpin Descente du super combiné | Compétition femmes    | Manche de compétition                | -                                                         | -          |
| 13:45   |                       | Short-track 1 500 m                 | Compétition hommes    | Finale                               | Charles Hamelin · Han Tianyu · Viktor Ahn                 | -          |
| 13:45   |                       | Short-track 500 m                   | Compétition femmes    | Qualification                        | -                                                         | -          |
| 13:45   |                       | Short-track Relais 3 000 mètres     | Compétition femmes    | Qualification                        | -                                                         | -          |
| 14:00   |                       | Curling                             | Compétition femmes    | Phase préliminaire 1re session       | 2-9                                                       | -          |
| 14:00   |                       | Curling                             | Compétition femmes    | Phase préliminaire 1re session       | 7-4                                                       | -          |
| 14:00   |                       | Curling                             | Compétition femmes    | Phase préliminaire 1re session       | 6-4                                                       | -          |
| 14:00   |                       | Curling                             | Compétition femmes    | Phase préliminaire 1re session       | 7-4                                                       | -          |
| 14:00   |                       | Hockey sur glace                    | Compétition femmes    | Tour préliminaire Groupe A - Match 5 | 9-0                                                       | -          |
| 15:00   |                       | Ski alpin Slalom du super combiné   | Compétition femmes    | Finale                               | Maria Höfl-Riesch · Nicole Hosp · Julia Mancuso           | -          |
| 17:00   |                       | Patinage de vitesse 500 m           | Compétition hommes    | Finale                               | Michel Mulder · Jan Smeekens · Ronald Mulder              | -          |
| 18:00   |                       | Ski acrobatique Bosses              | Compétition hommes    | Qualification                        | -                                                         | -          |
| 18:45   |                       | Luge Simple - Manche 1 & 2          | Compétition femmes    | Manche de compétition                | -                                                         | -          |
| 19:00   |                       | Biathlon Poursuite (12,5 km)        | Compétition hommes    | Finale                               | Martin Fourcade · Ondřej Moravec · Jean-Guillaume Béatrix | -          |
| 19:00   |                       | Curling                             | Compétition hommes    | Phase préliminaire 2e session        | 4-7                                                       | -          |
| 19:00   |                       | Curling                             | Compétition hommes    | Phase préliminaire 2e session        | 11-10                                                     | -          |
| 19:00   |                       | Curling                             | Compétition hommes    | Phase préliminaire 2e session        | 4-5                                                       | -          |
| 19:00   |                       | Curling                             | Compétition hommes    | Phase préliminaire 2e session        | 8-4                                                       | -          |
| 19:00   |                       | Hockey sur glace                    | Compétition femmes    | Tour préliminaire Groupe A - Match 6 | 0-3                                                       | -          |
| 22:00   |                       | Ski acrobatique Bosses              | Compétition hommes    | Finale                               | Alex Bilodeau · Mikael Kingsbury · Alexandr Smyshlyaev    | -          |

## Médailles du jour
| Rang  | Nation             | Or | Argent | Bronze | Total |
| ----- | ------------------ | -- | ------ | ------ | ----- |
| 1     | Canada             | 2  | 1      | 0      | 3     |
| 2     | Pays-Bas           | 1  | 1      | 1      | 3     |
| 3     | France             | 1  | 0      | 1      | 2     |
| 4     | Allemagne          | 1  | 0      | 0      | 1     |
| 5     | Chine              | 0  | 1      | 0      | 1     |
| -     | Autriche           | 0  | 1      | 0      | 1     |
| -     | République tchèque | 0  | 1      | 0      | 1     |
| 8     | Russie             | 0  | 0      | 2      | 2     |
| 9     | États-Unis         | 0  | 0      | 1      | 1     |
| Total | Total              | 5  | 5      | 5      | 15    |